# Andreas Posch
Andreas Posch (* 21. Oktober 1888 in Waldbach; † 26. November 1971 in Graz) war ein steirischer Historiker, Theologe und katholischer Priester.

## Leben
Einem oststeirischen Bauerngeschlecht entstammend wurde Posch als Sohn des Landwirtes Sebastian und dessen Frau Viktoria Posch in Waldbach geboren. In diesem kleinen Ort erlebte er seine Kindheit und besuchte die Volksschule. Im Jahre 1900 wechselte er auf das Fürstbischöfliche Knabenseminar nach Graz über und begann mit dem Gymnasialstudium. Nach Ablegung der Reifeprüfung, die er mit Auszeichnung bestand, studierte er ab 1908 Theologie an der Karl-Franzens-Universität in Graz. Bereits im Jahre 1911 wurde Posch zum katholischen Priester geweiht und so konnte er nach seinem Studienabschluss 1912, als Kaplan in der Pfarre St. Ruprecht an der Raab in der Seelsorge tätig werden.
Im Jahre 1913 übersiedelte Posch nach Wien, um sich dort am k. u. k. höheren Weltpriesterbildungsinstitut St. Augustin (Frintaneum) auf das theologische Doktorat vorzubereiten. Zugleich widmete er sich auch historischen Studien an der Philosophischen Fakultät und am Institut für Österreichische Geschichtsforschung. Im Jahre 1916 erwarb er das theologische Doktorat mit einer Ausführung über den französischen Prediger und Bischof Jean-Baptiste Massillon und 1917 wurde er mit einer Dissertation über den Abt Engelbert von Admont zum Doktor der Philosophie promoviert.
In Graz erfolgte 1918 bei Ernst Tomek die Habilitation mit der Arbeit: Die staats- und kirchenpolitische Stellung Engelberts von Admont. Posch, der bisher schon Altes Testament und Kirchengeschichte an der Grazer Universität suppliert hatte, wurde im Jahre 1921 außerordentlicher und 1925 ordentlicher Professor der Kirchengeschichte und Patrologie. In dieser Position wirkte er an der Grazer Universität, abgesehen von den Jahren 1940–1945, wo er durch die zeitbedingte Zusammenlegung der theologischen Lehrstühle auch in Wien lehrte, mit großer Hingabe bis zu seiner Emeritierung im Jahre 1960. Während seiner langen akademischen Lehrtätigkeit an der Karl-Franzens-Universität war Posch in den Jahren 1923/24 Senator und 1925/26, 1930/31, 1936/37, 1938/39, 1950/51 und 1956/57 Dekan der Theologischen Fakultät. Im Jahre 1960 wurde Posch anlässlich seiner Emeritierung durch den Österreichischen Bundespräsidenten Adolf Schärf mit dem Ehrenkreuz für Wissenschaft und Kunst I. Klasse ausgezeichnet. Posch war von 1925 bis zu seinem Tod Mitglied der Historischen Landeskommission für Steiermark.
Andreas Posch starb am 26. November 1971 nach längerer Krankheit in Graz. Er ruht auf dem Friedhof in Waldbach.

## Werke
- Die staats- und kirchenpolitische Stellung Engelberts von Admont, 1920
- Die „Concordantia catholica“ des Nikolaus v. Cusa, Festschrift der Universität Graz 1930
- Die kirchliche Aufklärung in Graz und an der Grazer Hochschule. 1937
- Vom Weg des Abendlandes. Bilder zur geistigen und religiösen Entwicklung. 1948
- Pfarre und Kirche von St. Margarethen bei Lebring. in: 900 Jahre Pfarre St. Margarethen bei Lebring 1066–1966. 1966
- Aus dem kirchlichen Visitationsbericht 1617. Ein Beitrag zur religiösen Lage in der Steiermark unter Ferdinand II. In: Joannea, 3. Band, 1967
- Ein kirchlicher Lagebericht aus der südlichen Oststeiermark. ZHV f. Stmk., Sonderband 16, 1968
- Josef III. Adam Graf Arco (1780–1802); Johann VI. Friedrich Graf von Waldstein-Wartenberg (1802–1812); Josef V. Schoiswohl (1954–1968), in: Karl Amon: Die Bischöfe von Graz-Seckau. 1969.
- Nikolaus von Cusa. In: Nikolaus Grass: Forschungen zur Rechts- und Kulturgeschichte. 3. Band, 1970
- Engelbert von Admont, in: Adalbert Erler und Ekkehard Kaufmann: Handwörterbuch zur deutschen Rechtsgeschichte. 1971